# Ulrich Ratzel
Ulrich Ratzel (Karlsruhe, 30 de mayo de 1963-10 de febrero de 2025) fue un físico, entomólogo y lepidopterólogo alemán.

## Biografía
Ratzel es coautor de varios volúmenes de la serie de libros "Las mariposas de Baden-Württemberg" (1991-2005). También participó en la extensa publicación "Cambios en la fauna de polillas de Baden-Württemberg desde 1970" (2022). Su investigación se centra en las polillas de las flores del género Eupithecia. De este género describió, principalmente junto con el entomólogo ruso Vladimir Mironov (San Petersburgo), más de 20 especies de polillas nuevas para la ciencia del Himalaya (Nepal, Bután, Pakistán / Cachemira), de Marruecos, Irán, Afganistán y Siria. Una publicación –en colaboración con el entomólogo y científico forense holandés Cees (Cornelis) Gielis de Leiden– trata sobre las familias de mariposas Pterophoridae (“polillas de plumas”) y Alucitidae (“fantasmas de plumas”) de Bután.
Es uno de los mayores expertos mundiales en este grupo de especies. Además de publicaciones sobre mariposas, también publicó trabajos sobre astrofísica nuclear, protección contra el ruido y campos electromagnéticos.

## Descripciones
| - Alucita pseudospilodesma Gielis & Ratzel (2023) - Eupithecia basurmanca Mirónov & Ratzel (2012) - Eupithecia brandti Ratzel & Mirónov (2012) - Eupithecia cooptata ssp. steineri Ratzel (2018) - Eupithecia eduardi Mirónov & Ratzel (2012) - Eupithecia efferata Mirónov & Ratzel (2008) - Eupithecia egregiata Mirónov & Ratzel (2008) - Eupithecia exicterata Mirónov & Ratzel (2008) | - Eupithecia falkenbergi Ratzel (2011) - Eupithecia firmata Mirónov & Ratzel (2008) - Eupithecia fredi Mirónov & Ratzel (2012) - Eupithecia fuscorufa Mirónov & Ratzel (2012) - Eupithecia improvisa Mirónov & Ratzel (2012) - Eupithecia karli Ratzel & Mirónov (2008) - Eupithecia leamariae Ratzel (2011) - Eupithecia naumanni Mirónov & Ratzel (2012) | - Eupithecia persidis Mirónov & Ratzel (2012) - Eupithecia pusillata kashmirica Mirónov & Ratzel (2008) - Eupithecia tabestana Mirónov & Ratzel (2012) - Eupithecia truschi Ratzel & Mirónov (2012) - Eupithecia utae Ratzel (2011) - Eupithecia vetula Mirónov & Ratzel (2008) - Eupithecia weigti Mirónov & Ratzel (2012) - Eupithecia zagrosata Mirónov & Ratzel (2012) |